# Alex Bogomólov
Aleksandr Aleksándrovich Bogomólov (Moscú, Rusia; 23 de abril de 1983), más conocido como Alex Bogomólov Jr., es un tenista ruso. En su carrera ha conquistado un torneo a nivel ATP en dobles, en individuales su mejor posición fue n.º 33 en octubre de 2011.

## Biografía
El padre de Alex era un exentrenador nacional de tenis soviético que trabajó con Larisa Neiland, Yevgueni Káfelnikov y Andréi Medvédev. Su madre, Natalie fue entrenadora de tenis en la secundaria. Su hermana mayor, Katia, era una gran jugadora del equipo de tenis en Universidad de Miami. El hermano, Boris, está por entrar a la universidad. El abuelo era un medallista de oro en balonmano como capitán/entrenador de la Unión Soviética. Su familia se mudó a Miami en 1992 después de vivir en México por unos cuantos años. Su padre trabajaba en el Tenis club de Montana en Miami durante siete años antes de volver a Rusia. 
Durante su carrera júnior, ganó los campeonatos del USTA National en 1998 (ante Roddick) y terminó como n.º 1 del ranking USTA de menores de 18 años en 2000. Tenía previsto jugar a nivel universitario en Texas Christian University hasta que ganó los Nacionales de Niños USTA de 18 años en Kalamazoo, Míchigan, en agosto de 2001. Al ganar el título, obtuvo un wild card en el Abierto de EE. UU. y se convirtió en profesional. Alex está casado con su esposa, Luana, y tiene un hijo, Maddox.

## Títulos (1; 0+1)

### Dobles (1)
| Leyenda                |
| Grand Slam (0)         |
| Tennis Masters Cup (0) |
| ATP Masters Series (0) |
| ATP Tour (1)           |

| N.º | Fecha               | Torneo  | Superficie | Pareja        | Oponentes en la final          | Resultado        |
| --- | ------------------- | ------- | ---------- | ------------- | ------------------------------ | ---------------- |
| 1.  | 24 de julio de 2011 | Atlanta | Dura       | Matthew Ebden | Matthias Bachinger Frank Moser | 3–6, 7–5, [10–8] |